# 杨杰沙群海葵
杨杰沙群海葵（学名：Palythoa yongei）为鞘群海葵科沙群海葵属的动物。分布于澳大利亚以及南海西沙群岛等， 群体固着于礁石上。